# Perm Airlines
Perm Airlines (russisch Пермские авиалинии) war eine russische Fluggesellschaft mit Sitz in Perm und Basis auf dem Flughafen Bolschoje Sawino. Sie war zuletzt ein Tochterunternehmen der S7 Airlines.

## Geschichte
Als kleine Regionalfluggesellschaft war sie aus der 1992 aus der dort stationierten Division der Aeroflot hervorgegangen. Die Gesellschaft flog sowohl im Linienflugverkehr als auch im Charterbereich. Im Oktober 2006 gab die S7 Airlines bekannt, dass sie mit Perm Airlines auf der Strecke Perm-Moskau ein Codesharing-Abkommen unterzeichnet habe. Seit Anfang 2007 wird sie von der Fluggesellschaft S7 Airlines betrieben, die sie vollständig integriert hat. S7 zahlt dafür dem Eigentümer, der Region Perm eine monatliche Pacht.
Um die Gesellschaft gab es mehrere Gerüchte, dass sie von größeren Luftfahrtunternehmen gekauft werden sollte. Im Januar 2006 wurde als Interessent Aeroflot ins Gespräch genannt. Nach Aussage des Vorsitzenden der Regionsregierung, Nikolai Buchwalow, steuerte die Gesellschaft auf den Konkurs zu und konnte nur durch Übergabe des Managements an einen Investor gerettet werden. Im Dezember 2006 wurde vom Eigentümer, der Regierung der Region Perm, S7 Airlines, Aeroflot und Ural Airlines als mögliche Investoren genannt. Kriterien für einen Vertrag waren die Sicherung des Bestandes der Flugzeugflotte am Standort und der Ausbau des Liniennetzes. Den Zuschlag erhielt S7, da die Gesellschaft das finanziell beste Angebot unterbreitete. Ab Februar 2007 begann der Integrationsprozess der Gesellschaft in die S7 Airlines. S7 stationiert eine zusätzliche Boeing 737 am Flughafen Perm um das Angebot in Perm auszubauen. Ansonsten übernahm sie die Mitarbeiter und die Flotte der Perm Airlines und führte die Verbindungen fort. Die kleinen Regionalflugzeuge wurden aber noch von Perm Airlines selbst betrieben.
Allerdings ermittelte schon im März 2007 die Staatsanwaltschaft Perm gegen S7 wegen des Verdachts auf Steuerunregelmäßigkeiten und 112 „Vorkommnisse im Flugverkehr“. Darunter fällt auch, dass jeder vierte Flug verspätet gewesen sein soll. Laut der Permer Regierung sei das eine Drei-Monats-Bilanz, die zuvor die Permer Airline in einem Jahr hatte. Dies sei ein Verstoß gegen den im Dezember ausgehandelten Vertrag. Andererseits argumentierte S7, dass der Konkurrenzdruck am Flughafen gestiegen sei und dass S7 im Vergleich zu anderen russischen Airlines zu den am wenigsten verspäteten gehöre.
Am 19. Mai 2009 wurde der Gesellschaft durch die russische Zivilluftfahrtbehörde die Betriebslizenz entzogen.

## Flugziele
Mit Stand 2005 bediente Perm Airlines innerhalb Russlands Kasan, Krasnodar, Mineralnyje Wody, Moskau-Domodedowo, Nowosibirsk, Samara, Sankt Petersburg, Sotschi und Surgut sowie international Baku, Chudschand, Duschanbe und Jerewan.

## Flotte
(Stand: September 2009)
- 2 Antonow An-24W (1 zuletzt stillgelegt)
- 1 Antonow An-26
- 1 Jakowlew Jak-40 (zuletzt verleast)
- 4 Tupolew Tu-134A (1 zuletzt stillgelegt)
- 6 Tupolew Tu-154B (4 zuletzt stillgelegt)